# بهین
بهین (به انگلیسی: Bheen) یک منطقهٔ مسکونی در پاکستان است که در ناحیه چکوال واقع شده‌است.